# مجدل عنجر
مجدل عنجر (به عربی: مجدل عنجر) یکی از روستاهای استان بقاع, لبنان است. دین بیشتر ساکنان آن اسلام است.